# Дагаркі
Дагаркі (урду: ڈھرکی) — місто в районі Готкі в провінції Сінд, Пакистан. Це столиця Дахаркі Талуки, адміністративного підрозділу району. Місто розташоване приблизно в 100 км на північний схід від містами Суккур, Мірпур-Матело та Убауро на пакистанському національному шосе N-5. Згідно з переписом Пакистану 2017 року, це 93-те за величиною місто Пакистану, де проживає 103 557 чоловік.

## Історія

#### Арабське завоювання
У 711 році Омеядський халіфат на чолі з Мухаммедом ібн аль-Касім ас-Сакафі завоював район Дагаркі, перемігши Раджу Дахіра, члена брамінської династії й останнього індуїстського правителя Сінда в Арорі, за 60 миль на південь від Дагаркі. Багато арабських солдатів армії бін Касима, переважно вихідці з Палестини, оселилися в Мултані, Пенджабі та Сінді, у тому числі в районі Дагаркі.

## Економіка
У Дагаркі розташовані кілька бавовняних фабрик, заводів з виробництва добрив та нафтогазових розвідувальних установ. Серед найближчих електростанцій: Зоряна електростанція, Електростанція Фаджі та Електростанція Свободи. До відомих компаній, що мають потужності в Дахарках, належать Engro Fertilizers — це найбільший завод аміаку та сечовини у світі, який займає приблизно 2 км². Бурова установка будівлі була побудована в 2009 році та, маючи довжину 125 метрів, є найвищою у світі.

## Релігія
У Дагаркі переважають мусульмани та індуїсти, а також присутні невеликі християнські та сикхські меншини. 
Важливі мусульманські релігійні об'єкти в місті та його околицях включають: Чалан Факір, Пір Азіз Кармані, Пір Пахроі Лаал, Сой Шаріф, Пір Гулаб і Шах Бугарі. Тут також розташована дарга Бгарчунді Шаріфа, зберігачем якої є Міан Абдул Халік.
Серед індуїстських пам’яток — духовний дарбар і храм Сан-Сатрам-Дас у Рагаркі, що за 5 км від Дахаркі.
Серед християнських об’єктів — Церква св. Франциска Ксав'єра, яка була відбудована у 2011 році.
Ґурдвара Баба Нанік Шах є місцем поклоніння сикхського населення Дагаркі.